# アラミス・ナイト
アラミス・ナイト（Aramis Knight,  1999年10月3日 - ）は、アメリカ合衆国の子役、俳優。

## 来歴
1999年、ロサンゼルスのウッドランド・ヒルズで、インドとパキスタン系の家庭に生まれる。4歳のころに母親が演劇のワークショップを受けさせ、2005年にコマーシャルなどで子役としてキャリアをスタートさせた。同年、ドラマシリーズ『Invasion -インベイジョン-』でテレビデビューを果たし、それ以降様々なテレビドラマでキャリアを積んでいる。2007年にはジェイク・ジレンホール、リース・ウィザースプーン出演の『レンディション』でスクリーンデビューし、端役ではあるが『ダークナイト ライジング』などへも出演している。2013年には『エンダーのゲーム』でハリソン・フォードらとも共演した。

## 出演作品

### 映画
- レンディション Rendition (2007)
- Single with Parents (2008) ※テレビ映画
- ニューヨーク1973/LIFE ON MARS Life on Mars (2008) ※テレビ映画
- 正義のゆくえ I.C.E.特別捜査官 Crossing Over (2009)
- ピート・ザ・チキン〜僕は超人気セレブ! Hatching Pete (2009)
- サンタ・バディーズ 小さな5匹の大冒険 Santa Buddies (2009) ※ビデオ作品
- バレンタインデー Valentine's Day (2010) ※クレジットなし
- ダークナイト ライジング The Dark Knight Rises (2012)
- エンダーのゲーム Ender's Game (2013)
- Runt (2020)
- ベスト・キッド:レジェンズ Karate Kid: Legends (2025)

### テレビドラマ
- Invasion -インベイジョン- Invasion (2005)
- ボストン・リーガル Boston Legal (2005)
- コールドケース 迷宮事件簿 Cold Case (2006)
- デイ・ブレイク 〜奪われた明日 Day Break (2006)
- シークレット・アイドル ハンナ・モンタナ Hannah Montana (2008)
- デクスター 〜警察官は殺人鬼 Dexter (2008)
- ゴースト 〜天国からのささやき Ghost Whisperer (2009)
- LOST Lost (2010)
- ザ・ミドル 中流家族のフツーの幸せ The Middle (2010)
- Sons of Tucson (2010)
- The Whole Truth (2010)
- NCIS 〜ネイビー犯罪捜査班 NCIS: Naval Criminal Investigative Service (2011)
- Parenthood (2011)
- リゾーリ&アイルズ ヒロインたちの捜査線 Rizzoli & Isles (2011)
- サイク/名探偵はサイキック? Psych (2011)
- ジェネラル・ホスピタル General Hospital (2011)
- Bucket and Skinner's Epic Adventures (2012)
- 救命医ハンク セレブ診療ファイル Royal Pains (2012)
- メンタリスト The Mentalist (2012)
- Welcome to the Family (2013)
- ガール・ミーツ・ワールド Girl Meets World (2014)
- SCORPION/スコーピオン Scorpion (2015)
- バッドランド〜最強の戦士〜 Into the Badlands (2015-2019)
- ミズ・マーベル Ms. Marvel (2021)